# Tamesguida
Tamesguida là một đô thị thuộc tỉnh Médéa, Algérie. Dân số thời điểm năm 2002 là 4.964 người.